# 全装軌車搭載型 キト
全装軌車搭載型 キト（ぜんそうきしゃとうさいがた キト）は、日本陸軍が試作した全装軌車搭載型の自走式対空砲である。対空戦車ともされるが正確には装甲車であって戦車ではない。キトとは機関砲搭載の略とする説がある。

## 経緯
1937年の九八式高射機関砲の制定によって、高射砲連隊と独立高射砲大隊への機関砲の配備が開始された。これらは即時の配置が難しく、やがてトラックの架台上でそのまま射撃できるようにすることが提案された。これは九四式六輪自動貨車によって自走化され、制式制定された。
こうした流れから装軌車への搭載も試みられた。最初に装軌車輛へ高射機関砲を搭載したのは九七式軽装甲車である。路外での走行性能は半装軌車搭載型でも求められており、また、戦車搭載型への実験という意味も強かった。

## 構造
改造は陸軍技術本部による。九七式軽装甲車の砲塔を撤去し、九八式高射機関砲を搭載したところ、脚を改造する必要があったが搭載は可能と判断された。しかしながら余積が狭く、機関銃に防楯を付けることも難しかった。付けた場合には操縦手が乗りこみにくくなり、付けなければ吹きさらしの車上で機関砲のまわりに砲手と装填手が寄り固まることとなった。また補強のため、誘導輪のサスペンションを内外二重としたものの安定の効果は薄かった。搭載にも、レールを用いて後方から車体の上へと機関砲を運びあげる手間がかかった。このときに車輪を用い、この車輪は装甲車の後部に取り付けられた。
画期的ではあったが、防弾、走行、操砲からみて全体的に車が小さすぎ、採用は断念された。